# Holzbau Deutschland

Logo

Holzbau Deutschland Bund Deutscher Zimmermeister e.V. ist die Spitzenorganisation der Unternehmen des Zimmererhandwerks in Deutschland mit Sitz in Berlin.

## Organisation und Aufgaben
Die Organisation ist ein Zusammenschluss der 17 Landesverbände des Zimmererhandwerks. Diese sind jeweils weiter in die Innungen untergliedert.
Der Zentralverband hat die Funktionen eines
- Wirtschaftsverbandes als allgemeines Organ des Baugewerbes (Interessen- bzw. Außenvertretung, Mitwirkung bei der Gesetzgebung, Lobbyarbeit),
- Technischen Verbands (Mitarbeit bei Normen auf deutscher und europäischer Ebene).